# Dakshina

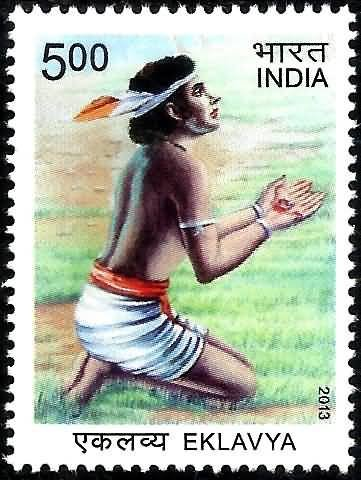
La dakshina de Ekalavya al ofrecer el pulgar de su mano derecha a su gurú. Sello de 5 rupias de India

Dakshina (Sánscrito: दक्षिण, dakṣiṇa), significa "sur, sureño". Sin embargo la palabra también se utiliza para hacer referencia al concepto tántrico del Camino de la Mano Derecha, y al concepto veda de donación o recompensa por los servicios de un sacerdote, guía espiritual o maestro.

## Etimología y descripción
Como concepto veda, originalmente la donación consistía de una vaca (según Kātyāyana Śrautasūtra  15, Lāṭyāyana Śrautasūtra 8.1.2). El término proviene de esta práctica en el Rigveda, el femenino dakṣiṇā corresponde a una vaca capaz de tener terneros y proveer leche (una vaca prolífica, una vaca lechera).
Dakshina es personificada como una diosa junto con Brahmanaspati, Indra y Soma en los RV 1.18.5 y RV 10.103.8, y es el autor del RV 10.107 según Anukramani.
En la literatura posterior, en el Manusmrti y en el Ramayana, el término dakshina adquiere un significado más general equivalente a "gracias" o "regalo".

## Gurudakshina
Gurudakshina se relaciona con la tradición de pagarle al maestro o  gurú luego de un periodo de aprendizaje o al completar la educación formal, o al guía espiritual. Esta tradición recoge el reconocimiento, el respeto y el agradecimiento. Es una forma de reciprocidad e intercambio entre el alumno y su maestro. El pago no debe ser necesariamente en moneda y puede ser una tarea especial que el maestro desea que el alumno lleve a cabo.

## Dakshina en las historias indias
Existe un relato simbólico en el Mahabharata indio donde se discute el gurudakshina correcto e incorrecto, de la mano de un personaje llamado Ekalavya. Este relato socio-mitológico se refiere a la pasión de un joven por aprender y dominar el arte de la arquería.
Ekalavya, deseoso de aprender arquería, se dirige a Dronacharya el mejor maestro de esas tierras. Drona le pregunta a Ekalavya porque es que desea aprender arquería. Ekalavya le responde que desea proteger y rescatar a los animales indefensos tales como ciervos y cervatillos de los lobos. Drona se siente conmovido por las nobles razones de Ekalavya y por no ser competitivo, pero se niega a enseñarle a Ekalavya explicando que está muy ocupado y no puede tomar estudiantes, pero en realidad la razón es que no desea enseñarle a un estudiante de una familia que no son guerreros y desea evitar crear un competidor de su alumno Arjuna. Rechazado pero sin darse por vencido, Ekalavya regresa al bosque y construye una estatua de Drona para inspirarse, y luego aprende solo el arte de la arquería, practicando frente a la estatua. Luego de mucho practicar, Ekalavya se convierte en el mejor arquero de la zona. Luego de algunos años, Drona y sus alumnos observan con sorpresa en un bosque una proeza en el arte de la arquería desconocida por los alumnos de Drona. Investigan, y descubren que el responsable de dicha maravilla es Ekalavya. Drona le pregunta a Ekalavya quien le enseñó a ser tan buen arquero. Ekalavya le responde "tú, Drona a través de tu estatua". Drona le pregunta a Ekalavya si es que le va a dar gurudakshina. Ekalavya le responde afirmativamente. Drona le pide a Ekalavya le dé el pulgar de su mano derecha, ante lo cual Ekalavya rápidamente se lo corta y se lo ofrece a Drona. Este gesto de dakshina deja incapacitado a Ekalavya.
Tal como sucede con muchas historias en el Mahabharata, la historia es una parábola sobre la educación, el deseo personal de aprender, y lo que es un dakshina correcto e incorrecto. En la historia Mahabharata, luego del evento de la mano derecha gurudakshina, Drona duda y se pregunta si fue correcto exigir el dedo pulgar de Ekalavya, Ekalavya consigue dominar nuevamente el arte de la arquería con solo cuatro dedos en su mano derecha, y usando su mano izquierda, con lo que se convierte en un guerrero formidable, es aceptado como rey, y le explica a sus hijos que la educación es para todos y que nadie debe cerrar las puertas de la educación a ningún ser humano.